# 艾佛頓·索亞雷斯
艾佛頓·索薩·索亞雷斯（葡萄牙語：Everton Sousa Soares；1996年3月22日—），简称埃韦通（葡萄牙語：Everton，發音：[ˈɛvɛʁtõ]），巴西職業足球員，司職翼鋒，現效力於巴甲球會法林明高。

## 俱樂部生涯
1996年3月22日艾佛頓出生於巴西塞阿拉州的馬拉卡納烏，直到2009年初，埃弗頓獲得了加盟福塔雷薩足球學院的機會， 在2011年，15歲的埃弗頓升入福塔雷薩U17梯隊，並帶領青年隊獲得了當年塞阿拉州聯賽的冠軍。
2012年，16歲的艾佛頓以租借身份加盟格雷米奧。2014年年初，18歲的埃弗頓被提拔至格雷米奧一線隊，並在當年4月20日，巴甲聯賽格雷米奧對陣帕爾梅拉斯的比賽中替補登場完成職業生涯首秀。
2015年，艾佛頓逐漸坐穩了球隊主力邊鋒的位置，他在當年9月16日格雷米奧2比1擊敗戈亞斯的比賽中打入巴甲首球。 2016年，他跟隨格雷米奧獲得了當年的巴西杯冠軍。2017年，埃弗頓幫助格雷米奧拿到了第三次南美解放者杯冠軍。

## 國家隊生涯
艾佛頓在俱樂部的表現也引來了巴西國家足球隊的徵召。2018年8月，巴西主教練堤迪首次在對陣美國和薩爾瓦多的友誼賽中啓用艾佛頓。2019年，艾佛頓頂替受傷的內馬爾入選巴西國家隊徵戰2019年美洲杯23人大名單，他在6月15日巴西對陣玻利維亞的比賽中替補大衛·涅里斯出場，打入國家隊首球。 7天後的小組賽第三輪，埃弗頓獲得了蒂特的信任首發登場出任右邊鋒，在這場巴西隊5-0擊敗秘魯的比賽中，取得了一助攻一進球的成績，幫助巴西以首名成功晉級。
而在隨後的八強和四強的關鍵比賽中，艾佛頓都獲得了首發機會，這兩場比賽堤迪將他換到了左邊鋒位置，成功幫助巴西擊敗巴拉圭和阿根廷晉級決賽。在決賽對陣秘魯的比賽中，艾佛頓打入一球，成功幫助巴西3-1擊敗秘魯，奪得了2019年美洲杯冠軍。埃弗頓也以3粒進球榮獲當年的美洲杯金靴獎並當選美洲杯最佳球員。

## 外部連結
- Soccerway資料庫：艾佛頓·索亞雷斯